# Iso-Lylys
Iso-Lylys är en sjö i kommunen Pertunmaa i landskapet Södra Savolax i Finland. Sjön ligger 102,9 meter över havet. Arean är 56 hektar och strandlinjen är 6,63 kilometer lång. Sjön  ingår i Kymmene älvs huvudavrinningsområde.   Den ligger omkring 48 kilometer väster om S:t Michel och omkring 180 kilometer norr om Helsingfors. 